# Can-Am sezona 1974
Can-Am sezona 1974 je bila osma sezona serije Can-Am, ki je potekala med 15. junijem in 25. avgustom 1974, ko je bilo tekmovanje prekinjeno. 

## Spored dirk
| Št | Dirka                | Dirkališče                 | Datum      |
| -- | -------------------- | -------------------------- | ---------- |
| 1  | Labatt's Blue Trophy | Mosport Park               | 16. junij  |
| 2  | Atlanta Can-Am       | Road Atlanta               | 7. julij   |
| 3  | Watkins Glen Can-Am  | Watkins Glen International | 14. julij  |
| 4  | Buckeye Cup          | Mid-Ohio Sports Car Course | 11. avgust |
| 5  | Road America Can-Am  | Road America               | 25. avgust |

## Rezultati
| Št | Dirkališče   | Zmag. moštvo                      | Poročilo |
| Št | Dirkališče   | Zmag. dirkač                      | Poročilo |
| -- | ------------ | --------------------------------- | -------- |
| 1  | Mosport      | #101 Phoenix Racing Organizations | Poročilo |
| 1  | Mosport      | Jackie Oliver                     | Poročilo |
| 2  | Road Atlanta | #101 Phoenix Racing Organizations | Poročilo |
| 2  | Road Atlanta | Jackie Oliver                     | Poročilo |
| 3  | Watkins Glen | #101 Phoenix Racing Organisations | Poročilo |
| 3  | Watkins Glen | Jackie Oliver                     | Poročilo |
| 4  | Mid-Ohio     | #101 Phoenix Racing Organisations | Poročilo |
| 4  | Mid-Ohio     | Jackie Oliver                     | Poročilo |
| 5  | Road America | #8 U.S. Racing                    | Poročilo |
| 5  | Road America | Scooter Patrick                   | Poročilo |

## Dirkaško prvenstvo
Prva deseterica dirkačev dobi prvenstvene točke po sistemu: 20-15-12-10-8-6-4-3-2-1.
| Poz | Dirkač                | Moštvo                                   | Dirkalnik                   | Motor           | 1. | 2. | 3. | 4. | 5. | Skupaj |
| --- | --------------------- | ---------------------------------------- | --------------------------- | --------------- | -- | -- | -- | -- | -- | ------ |
| 1   | Jackie Oliver         | Phoenix Racing Organisations             | Shadow DN4                  | Chevrolet       | 20 | 20 | 20 | 20 | 2  | 82     |
| 2   | George Follmer        | Phoenix Racing Organisations             | Shadow DN4                  | Chevrolet       | 15 | 15 | 15 |    |    | 45     |
| 3   | Scooter Patrick       | U.S. Racing                              | McLaren M20                 | Chevrolet       | 12 |    | 12 |    | 20 | 44     |
| 4   | Bob Nagel             | Nagel Racing                             | Lola T260                   | Chevrolet       | 10 |    | 10 | 10 | 10 | 40     |
| 5   | John Gunn             | Racing Specialties                       | Lola T260                   | Chevrolet       |    | 8  | 2  | 1  | 12 | 23     |
| 6   | Lothar Motschenbacher | Motschenbacher Racing                    | McLaren M8F                 | Chevrolet       | 8  | 12 |    |    | 1  | 21     |
| 7   | Dick Durant           | Burmester Racing                         | McLaren M8R                 | Chevrolet       | 4  | 6  | 8  |    |    | 18     |
| 8   | Dennis Aase           | Dennis Aase                              | Porsche 908/02              | Porsche         |    | 4  | 6  | 4  | 3  | 17     |
| 9   | Herbert Müller        | Herbert Müller Racing                    | Ferrari 512M                | Ferrari         |    | 10 |    |    | 6  | 16     |
| 10= | Brian Redman          | North American Racing Team Penske Racing | Ferrari 512M Porsche 917/30 | Ferrari Porsche |    |    |    | 15 |    | 15     |
| 10= | John Cordts           | Performance Engineering                  | McLaren M8F                 | Chevrolet       |    |    |    |    | 15 | 15     |
| 12  | Hurley Haywood        | Brumos Racing                            | Porsche 917/10              | Porsche         |    |    |    | 12 |    | 12     |
| 13= | Monte Shelton         | Monte Shelton                            | McLaren M8F                 | Chevrolet       |    |    |    | 8  |    | 8      |
| 13= | Gary Wilson           | Sting Racing Team                        | Sting GW1                   | Chevrolet       |    |    |    |    | 8  | 8      |
| 15  | David Saville-Peck    | Ennerdale Racing                         | Costello SP8                | Oldsmobile      | 2  | 3  |    | 2  |    | 7      |
| 16= | Gene Fisher           | Bailey Speed Shop                        | Lola T222                   | Chevrolet       | 6  |    |    |    |    | 6      |
| 16= | Roy Woods             | William Overhauser Racing                | McLaren M8D                 | Chevrolet       |    |    |    | 6  |    | 6      |
| 18  | Bill Cuddy            | Bill Cuddy                               | McLaren M8F                 | Chevrolet       |    |    | 1  |    | 4  | 5      |
| 19  | Horst Petermann       | Horst Petermann                          | Porsche 908/02              | Porsche         |    |    | 4  |    |    | 4      |
| 20= | Harry Bytzek          | Rainer Brezinka                          | Porsche 908/02              | Porsche         | 3  |    |    |    |    | 3      |
| 20= | Arturo Merzario       | Autodelta                                | Alfa Romeo 33TT12           | Alfa Romeo      |    |    | 3  |    |    | 3      |
| 20= | Bob Lazier            | Page Racing                              | McLaren M8E                 | Chevrolet       |    |    |    | 3  |    | 3      |
| 23  | Mike Brockman         | Jim Butcher Racing                       | McLaren M8C                 | Chevrolet       |    | 2  |    |    |    | 2      |
| 24= | Tom Butz              | Lodestar Enterprises                     | McLaren M8FP                | Chevrolet       | 1  |    |    |    |    | 1      |
| 24= | William Morrow        | Bill Morrow                              | Lola T163                   | Chevrolet       |    | 1  |    |    |    | 1      |